# Heringia eugenei
Heringia eugenei är en tvåvingeart som först beskrevs av Mutin 1988.  Heringia eugenei ingår i släktet gallblomflugor, och familjen blomflugor. Inga underarter finns listade i Catalogue of Life.